# Umweltkatastrophe in der Oder 2022

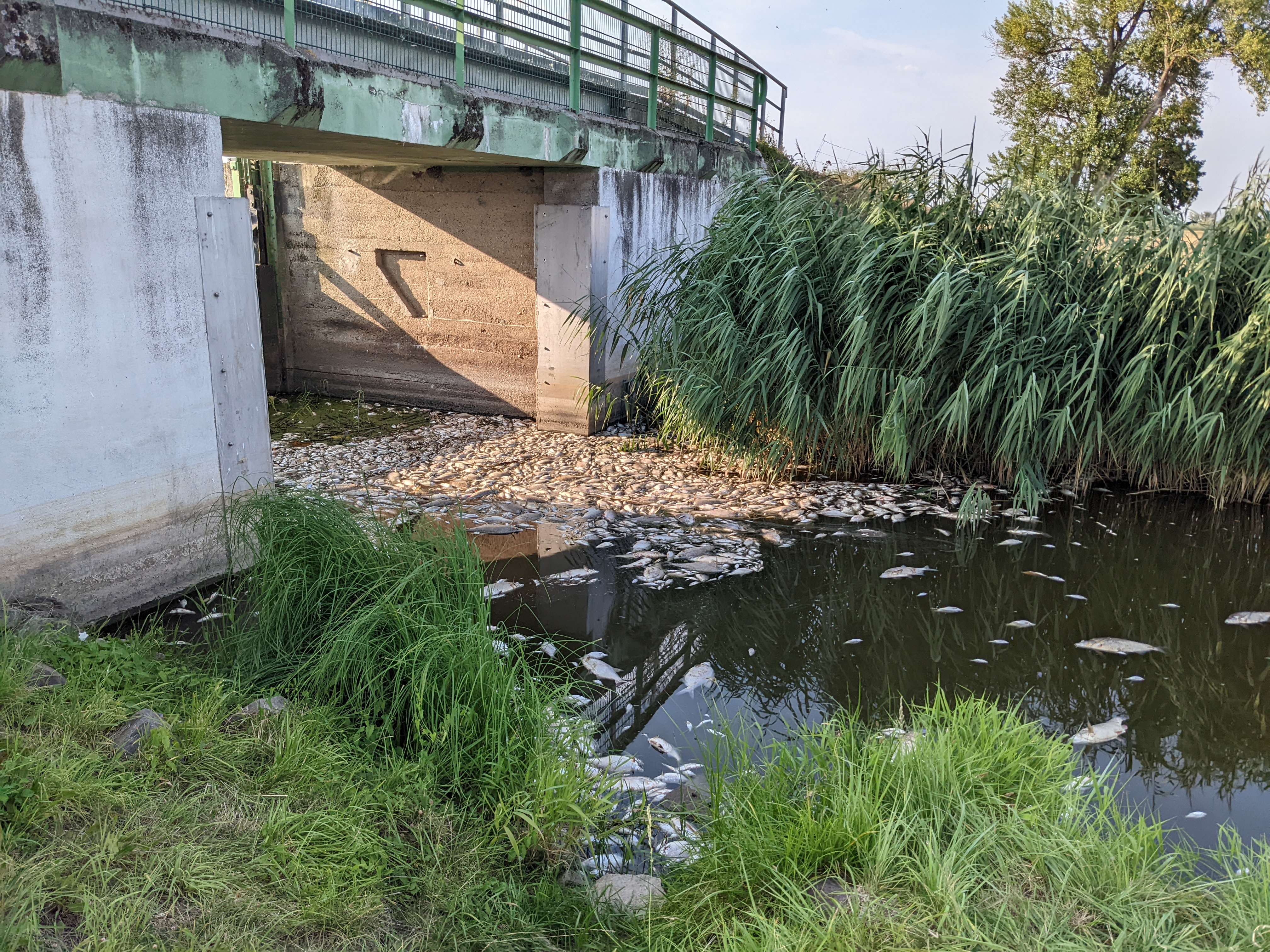
Fischsterben in der Oder im August 2022

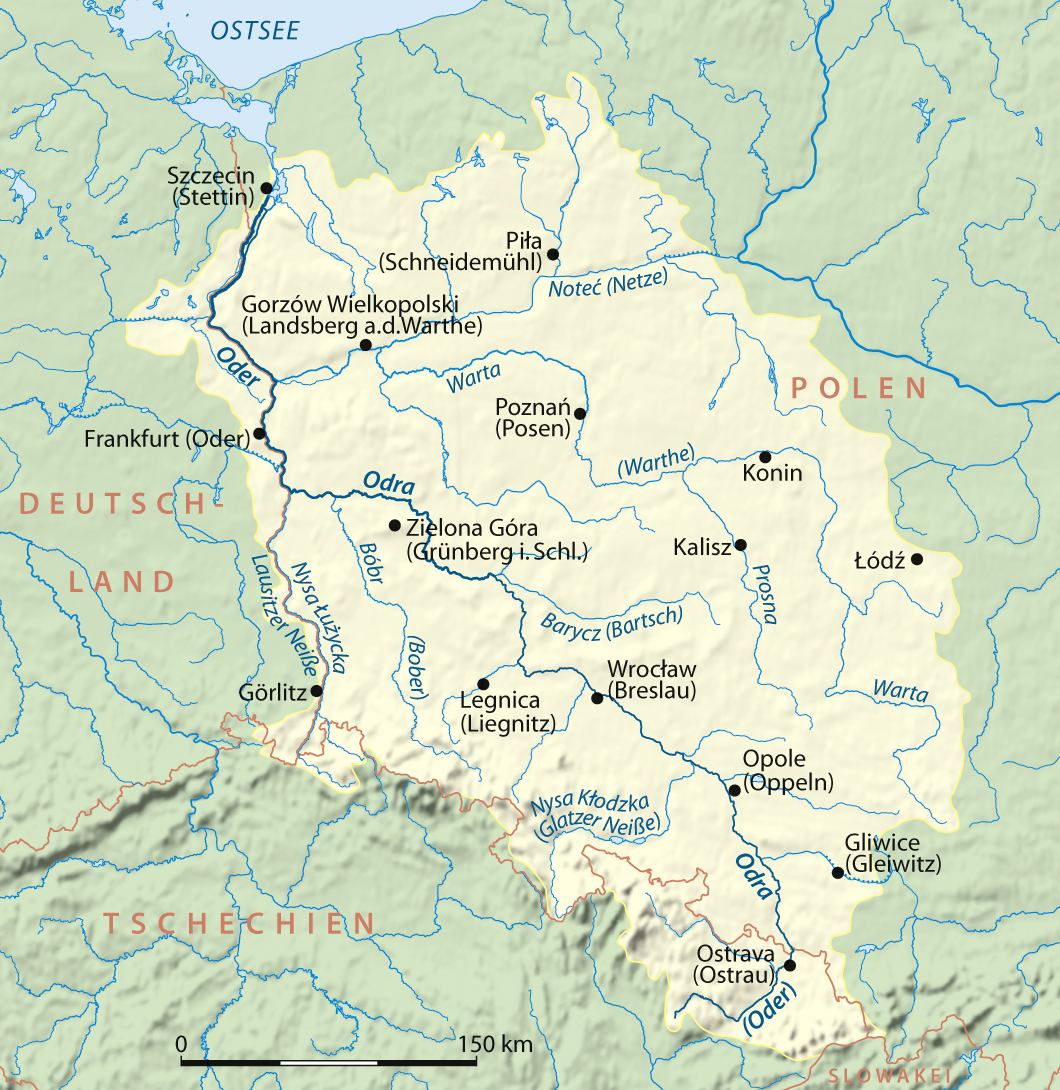
Einzugsgebiet der Oder

Die Umweltkatastrophe in der Oder 2022 ging von Ende Juli bis August 2022 mit einem Massensterben von Fischen und anderen Lebewesen in und an der Oder einher. Es verendeten nach offiziellen Berichten 360 Tonnen Fisch, ungefähr die Hälfte des Bestandes in der Oder und ihrer Zuflüsse. Nachdem die Ursache längere Zeit unklar blieb, gilt inzwischen eine Algenblüte, die durch das Einleiten von salzhaltigen Industrieabwässern in den Fluss auf polnischer Seite ermöglicht wurde, als die wahrscheinliche Ursache der Katastrophe.

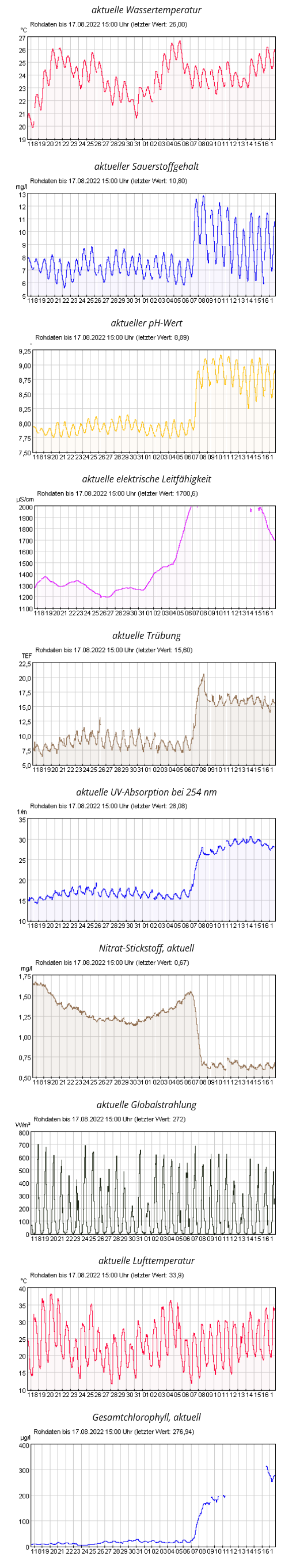
Juli–August Oder-Messwerte bei Frankfurt (Oder) durch das Landesamt für Umwelt (Brandenburg)

## Ausmaß und Folgen
Ende Juli 2022 wurden in der Oder vermehrt tote Fische gefunden. Von Anfang bis Mitte August stieg die Menge verendeter Fische entlang des gesamten Flusses stark an. Auch Exemplare anderer Tierarten (bspw. Weichtiere) wurden tot aufgefunden. Am 13. August wurden bei einer Hilfsaktion alleine im Landkreis Märkisch-Oderland etwa 20 Tonnen toter Fische aus dem Fluss geborgen. Nach Angaben der polnischen Feuerwehr wurden zwischen dem 12. und 15. August 80 Tonnen toter Fische aus dem Wasser geborgen. Durch Hochrechnungen auf Grundlage der Meldungen über einzelne Sammelaktionen geht der BUND von 100 Tonnen verendeter Fische auf einer Länge von 500 Kilometern aus. Der Gewässerexperte des BUND, Sascha Meier, verglich das Ausmaß mit der Sandoz-Katastrophe von 1986 im Rhein. Durch die zeitnahe Entfernung der Tierkadaver aus dem Gewässer sollte eine Eutrophierung und die Einstellung einer kritischen Ammonium-Konzentration durch mikrobiologische Abbauprozesse der Biomasse verhindert werden.
Zeit Online berichtete am 16. August 2022 in einem Interview mit dem Biologen Jörn Geßner vom Leibniz-Institut für Gewässerökologie und Binnenfischerei (IGB) in Berlin, dass in einem aufwendigen Aufzuchtprogramm die nahezu komplett ausgerotteten Störe, laut Angaben der Weltnaturschutzunion IUCN die am stärksten gefährdete Tiergruppe überhaupt, in zwei Aufzuchtanlagen wieder in der Oder angesiedelt wurden. Erstmals seit ihrer Ausrottung hätten 2022 an der Oder wieder Babystöre schlüpfen können. Am Abend des 10. August wurden die erste und am 11. August etwas weiter flussabwärts die zweite Anlage durch eine Giftwelle getroffen. Dabei verendet nahezu alle Störe in der Aufzuchtanlage. Unklar war zunächst, ob die bereits ausgewilderten Jungfische ebenfalls betroffen sind oder womöglich in verzweigten Nebenarmen überlebt haben. Durch ein geschädigtes Ökosystem wäre allerdings auf Dauer wohl auch die Nahrungssuche der Fische gefährdet, was zu verzögernden Folgen der Umweltkatastrophe führen könnte.
Die Leitung des Nationalparks Unteres Odertal befürchtete, dass Seeadler und andere im Nationalpark lebende Vögel Gift durch die toten Fische aufnehmen könnten. Auch hier ging man davon aus, dass die Auswirkungen insgesamt so groß sind, dass sie sich noch über Jahre hinziehen.
Allerdings wurden bereits am 14. August auch wieder lebende Fische und Frösche an Orten in der Oder gesichtet, wo zuvor tote Tiere zu beklagen waren. Zudem sei die Oder laut Anwohnern an betroffenen Stellen wieder etwas aufgeklart.
Inwieweit in der Flora der Oder die Salztoleranz einzelner Pflanzen überschritten wurde, ist bislang nicht absehbar. Auch primäre Süßwasserfische können wegen fehlender Salztoleranz nur im reinen Süßwasser überleben. Dies gilt entsprechend auch für andere Lebewesen im Wasser.
Andere Gewässer, wie die sogenannte Alte Oder, wurden nach Möglichkeit abgetrennt, um verunreinigtes Wasser am Eindringen zu hindern.
Bis zum 20. August barg die Feuerwehr in Polen eigenen Angaben zufolge 202 Tonnen toten Fisch aus der Oder. Die polnische Wasserbehörde meldete, dass 282 illegale Abwasserleitungen in die Oder gelegt worden sind. Es werde weiter ermittelt, von wo aus die Leitungen kommen und wem sie gehören.
Am 25. August wurde die Badewarnung für das Stettiner Haff aufgehoben, nachdem dort keine auffälligen Konzentrationen von Schadstoffen im Wasser festgestellt worden waren.

## Ursachenforschung

### Erste Erklärungen und Untersuchungen
Als das mögliche Gift nach Deutschland kam, war der eigentlich wegen extremer Dürre niedrige Oder-Stand kurz um etwa 30 Zentimeter erhöht. Es wurde vermutet, dass auf polnischer Seite dafür Staustufen geöffnet wurden, um die Chemikalien schneller Richtung Ostsee zu spülen. Die polnische Wasserbehörde dementierte dies am 14. August. Der kurzzeitige Anstieg des Wasserspiegels sei auf die starken Niederschläge Ende Juli in Tschechien zurückzuführen.
Die Internetzeitung gliwice naszemiasto berichtete am 2. August, dass wiederholt (im März/April gab es schon mal ein Vorkommnis) tote Fische im Gleiwitzer Kanal aufzufinden seien: „Seit einigen Tagen häufen sich die Hinweise und Beschwerden über ein weiteres Fischsterben in den Gewässern des Kanals. Diesmal treiben sie hauptsächlich in der Nähe der Schleusen Łabędy und Kędzierzyn-Koźle herum.“
Am 11. August 2022 teilte das brandenburgische Ministerium für Landwirtschaft, Umwelt und Klimaschutz mit, erste Analyseergebnisse zeigten, dass am 8. August 2022 eine starke Welle organischer Substanzen in der Oder durch die automatisierte Messstation in Frankfurt ging und sich seitdem flussabwärts bis zur Ostsee fortsetzt. Die automatisierten Messungen erfolgen durch das brandenburgische Landesamt für Umwelt im Rahmen und unter Aufsicht der Internationalen Kommission zum Schutz der Oder gegen Verunreinigung, der sowohl Deutschland als auch Polen angehören. Die fortlaufend analysierten Wasserproben deuten nach den öffentlich einsehbaren Daten des automatischen Messpunkts auf eine extreme Versalzung des Oderwassers bei Frankfurt seit dem 7. August und möglicherweise auch eine hohe Belastung mit Quecksilber hin; es bestehen daneben noch weitere Messpunkte dieser Art entlang des gesamten Laufs der Oder oberhalb wie unterhalb des hier zitierten Messpunkts. Nach Angaben von Brandenburgs Umweltminister Axel Vogel weise die Oder „sehr stark erhöhte Salzfrachten“ auf. Allerdings spielen womöglich auch multikausale Zusammenhänge wie etwa die sehr niedrigen Abflussmengen und die hohen Wassertemperaturen eine Rolle.
Polens Regierungschef Mateusz Morawiecki ging davon aus, dass eine große Menge chemischer Abfälle in den Fluss gekippt wurde. Polens Vize-Innenminister Maciej Wąsik verkündete am 13. August 2022, die polnische Polizei habe für Hinweise, die zur Ergreifung eines Täters führen, eine Summe von umgerechnet 210.000 Euro ausgelobt.
Am 14. August 2022 schloss die polnische Regierung erhöhte Quecksilberwerte als Ursache aus. Analysen toter Fische durch das staatliche polnische Veterinärinstitut ergaben, dass auch andere Schwermetalle das Sterben nicht verursacht haben. Jedoch seien erhöhte Werte gelöster Salze festgestellt worden, die potentiell giftige Stoffe im Wasser oder im Bodensediment aktiviert haben könnten. Außerdem wurden unter anderem erhöhte Sauerstoff- und pH-Werte gemessen. In Verbindung mit den hohen Salzwerten können diese beiden Faktoren tödlich wirken. Polen begann, das Wasser auf 300 Stoffe, die die erhöhten Werte verursacht haben können, untersuchen zu lassen.
Mitte August 2022 wurden im polnischen Fluss Ner, der über die Warthe in die Oder entwässert, ebenfalls größere Mengen unter ähnlichen Umständen verendeter Fische gefunden.
Polens Wasserbehörde fand (Stand 23. August) im Zusammenhang mit den Ermittlungen 282 ohne Genehmigung gebaute Abwasserabflüsse in die Oder.
Am 29. September 2022 präsentierten Vertreter von polnischen Behörden und 14 Instituten einen Bericht. Demnach war das Fischsterben auf eine überproportionale Vermehrung der toxischen Mikroalge Prymnesium parvum zurückzuführen. Allerdings seien die Ursachen für diese Vermehrung noch nicht ermittelt. Doch die These, ein einzelner Betrieb habe Schadstoffe in die Oder geleitet, sei nicht zu halten.

### Analysen des Leibniz-Instituts für Gewässerökologie und Binnenfischerei (IGB) und anderer
Am 17. August wurde bei Gewässeruntersuchungen in der Oder durch das Berliner Leibniz-Institut für Gewässerökologie und Binnenfischerei (IGB) eine Algenblüte mit der toxinfreisetzenden Brackwasseralge Prymnesium parvum als mögliche Ursache des Fischsterbens identifiziert. Das Gift solcher Goldalgen löst die feinen Häute in den Kiemen von Fischen und anderen Tieren auf, auch bei Muscheln, Schnecken und Amphibien. In der Folge ersticken die Flusstiere, wie es in der Oder zu beobachten war. Am 19. August gab das Institut in einer Pressemitteilung bekannt, dass in Analysen hohe Konzentrationen an Toxinen der Prymnesine an verschiedenen Standorten im Oderwasser „zweifelsfrei“ und in „signifikanten Mengen“ nachgewiesen wurden. In jener Pressemitteilung bestätigt die Wissenschaftlerin Elisabeth Varga von der Universität Wien, die die Analysen dort am Massenspektrometriezentrum durchgeführt hat, es sei „von einem unmittelbaren Zusammenhang mit dem Sterben von Fischen und Weichtieren auszugehen.“ Das Massenwachstum der Algen bewirkte auch deutlich erhöhte Messwerte bei Sauerstoff, pH und Chlorophyll. Die massenhafte Vermehrung bei dieser Algenblüte sei nicht allein auf natürliche Ursachen rückführbar. Vielmehr ist sie für ein Massenaufkommen auf hohe Salzkonzentrationen – wie sie in der Oder im betreffenden Zeitraum festgestellt wurden – angewiesen, die nur durch industrielle Einleitungen entstehen können. Weitere Faktoren ermöglichten im Zusammenspiel die gewässerökologisch schädliche Algenvermehrung: Stickstoffe und Nitrate, die Bestandteile von Düngemitteln sind, wirkten in der Oder als Nährstoffe für die Algen. Dazu kommen aufgrund des Niedrigwassers und des daraus resultierenden fehlenden Wasseraustauschs lange Verweilzeiten im ausgebauten Fluss und in den Staustufen. „Sollte in diesen Stauhaltungen aufgrund von industriellen Einleitungen stark salzhaltiges, warmes und nährstoffreiches Wasser längere Verweilzeiten gehabt haben, käme das einem Bioreaktor für die Zucht von Brackwasseralgen gleich“, so der IGB-Wissenschaftler Jan Köhler, der die Arbeitsgruppe Photosynthese und Wachstum von Algen und Makrophyten leitet. Wenn die Salzkonzentration nicht sinkt und es weiterhin extrem heiß und trocken werde, müsse auch in Zukunft mit einer Algenbildung gerechnet werden. Am 20. August durch das IGB veröffentlichte Analyseergebnisse, die auf Daten des europäischen Erdbeobachtungssatelliten Sentinel-2 beruhen, belegen, dass eine massive Algenblüte in der Oder ab etwa der letzten Juliwoche 2022 einsetzte.
Rbb24 schreibt am 19. August 2022: „Bei einer aktuellen Untersuchung der Proben aus dem automatischen Wassergütemessnetz vom 7. bis 9. August wurde ein Pestizid mit dem Wirkstoff 2,4-Dinitrophenylhydrazin gefunden, teilte das Brandenburger Umweltministerium am Freitag mit. Am 8. August überstiegen die Werte die erlaubte Höchstgrenze um das Neunfache. Ein Tag danach hatten sich die Werte wieder halbiert. Es sei davon auszugehen, dass die nachgewiesene Dosis keine tödliche für Fische unmittelbar sei.“
2,4-Dinitrophenylhydrazin ist ein Hydrazinderivat und hat „erhebliche, negative Auswirkungen auf menschliche Gesundheit und Wasserökologie.“

## Reaktionen

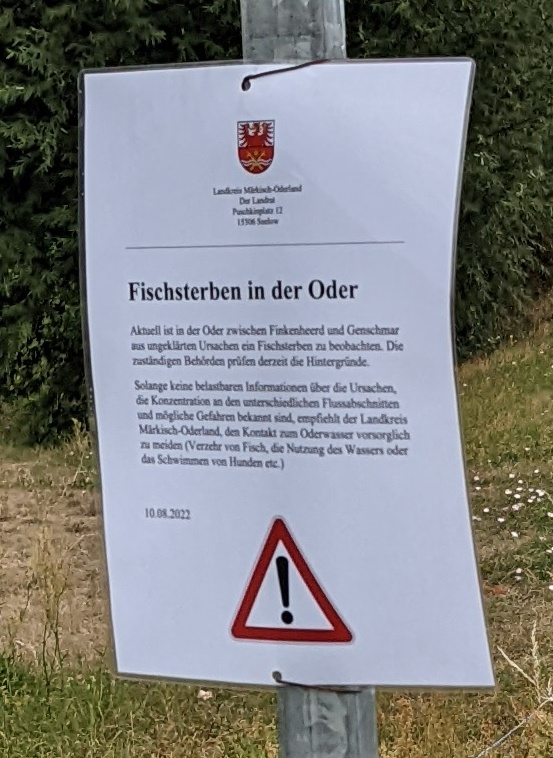
Warnung Landkreis Märkisch-Oderland

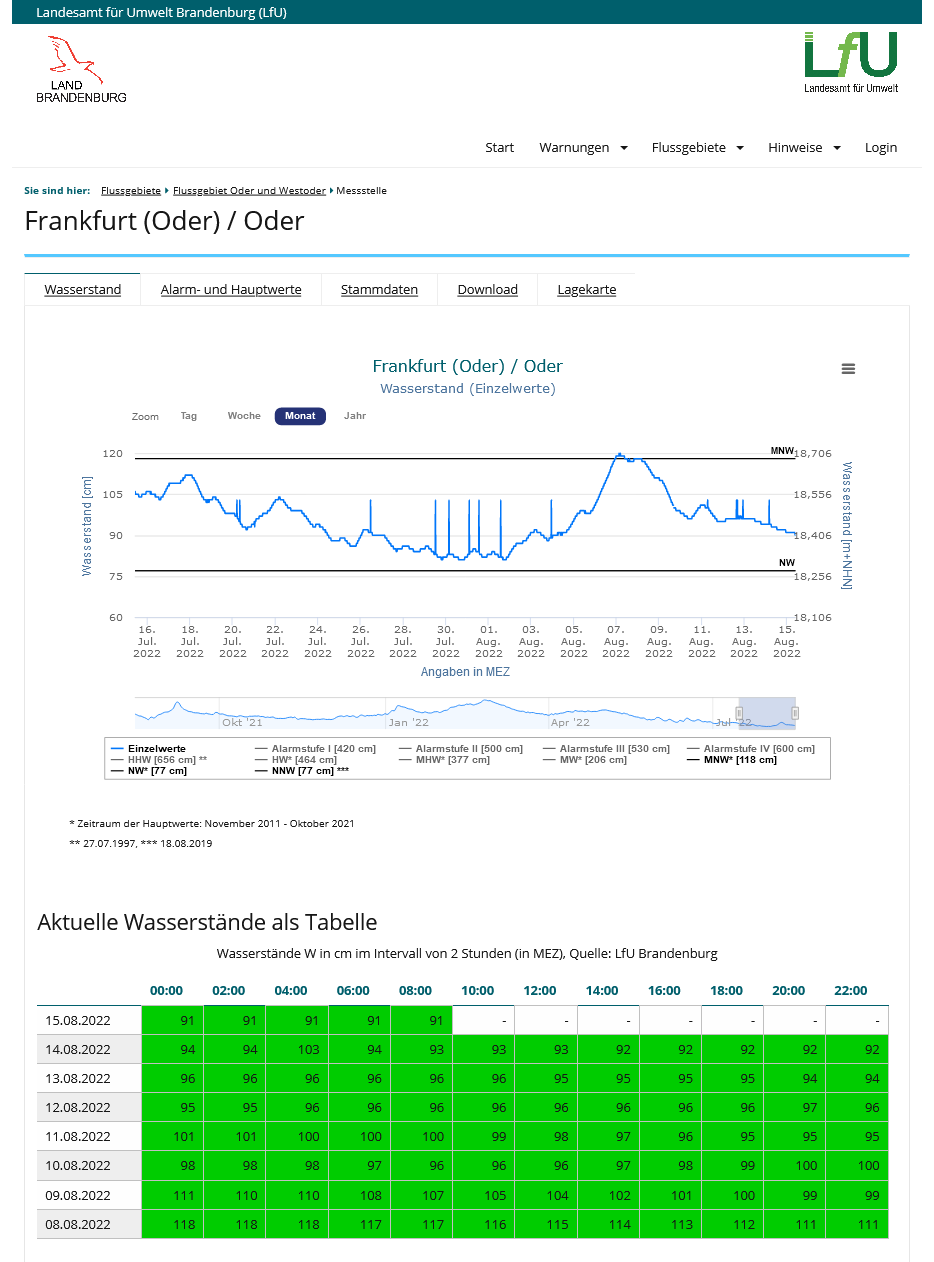
Wasserstandsmeldungen bei Frankfurt an der Oder im Juli und August durch das Landesamt für Umwelt (Brandenburg)

Die Bürgermeisterin von Schwedt/Oder, Annekathrin Hoppe (SPD), hat das Fischsterben in der Oder als „Umweltkatastrophe von noch nie dagewesenem Ausmaß“ bezeichnet. Die Menschen sind dazu aufgerufen, Kontakt zum Oder-Wasser wegen möglicher gesundheitsgefährdender Stoffe zu meiden, die Stadt Frankfurt (Oder) hat am Abend des 12. August darüber hinaus unter anderem ein Bade- und Angelverbot erlassen.
Der Deutschlandfunk berichtete am 15. August, dass polnische Behörden und deutsche Helferinitiativen vermeldeten, seit Ende Juli seien freiwillige Helfer bei der Abfischung und Beseitigung der toten Tiere mit Hautirritationen und chemischen Verätzungen in Krankenhäuser eingeliefert worden. Auf deutscher Seite der Oder waren bis zum 23. August mindestens 113 Tonnen tote Fische geborgen. Die polnische Feuerwehr meldete, dass auf polnischer Seite (Stand: vor 18. August) fast 100 Tonnen tote Fische eingesammelt wurden.
Am 18. August wurde bekannt, dass die Landesregierung Brandenburgs die bisherige Warn- und Meldepraxis überprüfen wird. Unter anderem gehe es darum, die bestehende Messpraxis zu bewerten und ggf. anzupassen.
In Brandenburg wurde in den Regionen entlang des Flusses ein Rückgang des Tourismus festgestellt.
Bundesumweltministerin Steffi Lemke forderte aufgrund der Umweltkatastrophe einen Stopp des Oder-Ausbaus für die Schifffahrt, da der Ausbau das Ökosystem der Oder zusätzlich belasten würde.
Die Umweltkatastrophe wurde vom NABU mit dem Negativpreis Dinosaurier des Jahres 2022 ausgezeichnet. Der Preis soll stellvertretend auf die kritische Situation an vielen anderen Flüssen in Deutschland aufmerksam machen. Die Ziele der Europäischen Wasserrahmenrichtlinie werden laut NABU verfehlt. „Durch Begradigung, Uferbefestigung und Fahrrinnenvertiefungen steigen Fließgeschwindigkeiten, gehen wichtige Lebensräume verloren und Flüsse verlieren an Widerstandsfähigkeit.“

## Kritik an Behörden
Polen geriet in Kritik, weil es nur sehr langsam auf das Tiersterben reagierte, auf welches die Behörden offenbar schon in den Tagen vom 26. bis 28. Juli Hinweise hatten. Das Bundesumweltministerium kritisierte, dass die Meldeketten nicht eingehalten wurden, Bundesumweltministerin Steffi Lemke (Grüne) bemängelte dies am Abend des 13. August bei einem Vor-Ort-Besuch in Frankfurt (Oder) öffentlich: „Die Frage der deutsch-polnischen Zusammenarbeit hat an dieser Stelle ganz offensichtlich nicht funktioniert, sonst hätten wir früher Informationen erhalten, zumindest das Land Brandenburg oder auch die Anrainerkommunen.“ Bereits zuvor forderte sie eine lückenlose Aufklärung, am 12. August vereinbarte Lemke mit ihrer polnischen Amtskollegin Anna Moskwa deshalb eine gemeinsame Expertenbewertung. Am selben Tag zog der polnische Ministerpräsident Morawiecki wegen der Kritik erste Konsequenzen und teilte mit, der Chef der Wasserbehörde und der Leiter der Umweltbehörde müssten ihre Ämter mit sofortiger Wirkung räumen. Er selbst habe erst am 10. August von dem massiven Fischsterben erfahren, die Informationskette hat auch innerhalb Polens offenbar nicht funktioniert. Am 16. August zeigte sich auch Brandenburgs Ministerpräsident Dietmar Woidke (SPD) verärgert über die polnische Informationspolitik und bemängelte, dass Informationen „nur kleckerweise gekommen sind oder aber überhaupt nicht.“
Der Biologe Jörn Geßner, der sich um die Wiederansiedlung der Störe in der Oder kümmert, sagte in der Zeit am 16. August, man hätte die Jungfische aus den Aufzuchtanlagen retten können, wenn man die Informationen aus Polen nicht viel zu spät erhalten hätte.
Der mecklenburg-vorpommersche Umweltminister Till Backhaus (SPD) als zuständiger Minister für die Odermündung in die Ostsee hingegen kritisierte die Bundesministerin Steffi Lemke am 13. August 2022 im NDR wegen fehlender Koordination der Länder im zeitlichen Vorlauf der die Oder herab kommenden Giftfracht.
Polnische Staatsmedien spielten die Verschmutzung der Oder mit Quecksilber am 14. August durch die Verdrehung einer Aussage von Brandenburgs Umweltminister Axel Vogel (Grüne) herunter. Dieser bezeichnete die Berichterstattung am 15. August als „ungeheuerlich.“ Vogel wurde am 14. August in Stettin bei einer Journalisten-Befragung von einem Übersetzer nach einem angeblichen Zitat von ihm gefragt, wonach das Oderwasser wegen hoher Quecksilberwerte die Hände verätze. Vogel dementierte dies mit der Antwort: „An eine solche Aussage kann ich mich nicht erinnern.“ Polnische Staatsmedien deuteten mit Bezug auf die Antwort von Vogel daraufhin in ihren Nachrichten an, dass überhaupt keine Quecksilberkonzentration im Wasser der Oder gefunden worden sei.
Der oppositionelle polnische Politiker Piotr Borys erhebt im Zusammenhang mit dem Fischsterben schwere Vorwürfe gegen den polnischen Bergbaukonzern KGHM. Der Konzern KGHM soll zwischen dem 29. Juli 2022 und dem 10. August 2022 eine große Menge salzigen Abwassers aus einem industriellen Abwasser-Stausee in die Oder gepumpt haben, genau zu der Zeit, als das Massensterben der Fische begann. Dieses Unternehmen habe laut Borys eine behördliche Genehmigung dafür, dass es das salzige Wasser bei der Herstellung von Kupfer legal in die Oder kippen darf.

## Nachwirkungen
Am 30. August 2022 wurde erstmals von einer beginnenden Erholung berichtet. Demnach seien bei Beobachtungen des gesunden Fischbestandes bei Brieskow-Finkenheerd nahe Frankfurt (Oder) mehr als 14 Arten gesunder Fische gezählt worden. Der Wasserstand der Oder sei mittlerweile um etwa einen Meter gestiegen.
Bei einer Routinebefischung am 29. November 2022 erfasste das IGB einen etwa um die Hälfte zurückgegangenen Fischbestand und weiter erhöhte Salzbelastung. Im Juni 2023 stellte das IGB Zwischenergebnisse einer Sonderuntersuchung vor, die präzisere Zahlen zu den Fischbeständen enthielten. Einige in der Flussmitte lebende Arten waren besonders stark betroffen, allerdings ist keine Art in der Oder durch die Katastrophe ausgestorben. Die Alge Prymnesium parvum wurde allerdings im gesamten Untersuchungsbereich nachgewiesen, die Bedingungen für die Algenentwicklung seien anhaltend günstig.